# جرج واشینگتن
جورج واشینگتن (انگلیسی: George Washington؛ ۲۲ فوریهٔ [سبک قدیمی: ۱۱ فوریهٔ ۱۷۳۱] ۱۷۳۲ – ۱۴ دسامبر ۱۷۹۹) از بنیان‌گذاران و اولین رئیس‌جمهور آمریکا بود که از سال ۱۷۸۹ تا ۱۷۹۷ در این مقام خدمت کرد. او به‌عنوان فرماندهٔ ارتش قاره‌ای، نیروهای میهن‌پرست را در جنگ استقلال آمریکا علیه امپراتوری بریتانیا به پیروزی رساند. واشینگتن به‌دلیل نقش برجسته‌اش در دست‌یابی به استقلال آمریکا، اغلب به‌عنوان «پدر ملت» شناخته می‌شود.
واشینگتن در مستعمرهٔ ویرجینیا زاده شد و در جریان جنگ فرانسه و سرخ‌پوستان (۱۷۵۴ تا ۱۷۶۳) فرماندهی هَنگ ویرجینیا را برعهده داشت. وی سپس به مجلس نمایندگان ویرجینیا (خانهٔ بورگِس‌ها) راه یافت و با آن‌چه ستم‌گری تاج‌وتخت بریتانیا بر مهاجرنشینان آمریکایی می‌پنداشت، مخالفت کرد. با آغاز جنگ استقلال در سال ۱۷۷۵، واشینگتن به فرماندهی کل ارتش قاره‌ای منصوب شد. او ارتشی فاقد سازمان‌دهی و تجهیزات کافی را در برابر نیروهای آموزش‌دیدهٔ بریتانیایی هدایت کرد. ارتش تحت فرماندهی او نخستین پیروزی خود را در محاصرهٔ بوستون در مارس ۱۷۷۶ به‌دست آورد، اما در نوامبر همان سال مجبور به عقب‌نشینی به نیویورک شد. واشینگتن با عبور از رودخانهٔ دلاور، در اواخر ۱۷۷۶ در نبرد ترنتون و در آغاز ۱۷۷۷ در نبرد پرینستون پیروز شد، اما در ادامهٔ همان سال، نبردهای برندی‌واین و جرمن‌تاون را واگذار کرد. در طول جنگ، او با انتقادهایی نسبت به رهبری‌اش، روحیهٔ پایین نیروها و کمبود تدارکات روبه‌رو بود. با این‌حال، سرانجام در سال ۱۷۸۱، نیروهای مشترک فرانسوی–آمریکاییِ تحت رهبری واشینگتن، پیروزی قاطعی را بر ارتش بریتانیا در نبرد یورک‌تاون به‌دست آوردند. در پی این پیروزی، و بر پایهٔ معاهدهٔ پاریس در سال ۱۷۸۳، بریتانیا استقلال ایالات متحده را به‌رسمیت شناخت. واشینگتن پس از آن، ریاست همایش قانون اساسی در سال ۱۷۸۷ را برعهده گرفت؛ همایشی که پیش‌نویس قانون اساسی کنونی ایالات متحدهٔ آمریکا را تدوین کرد.
واشینگتن در سال‌های ۱۷۸۸ و ۱۷۹۲ به‌اتفاق آرا از سوی مجمع گزینندگان به ریاست‌جمهوری انتخاب شد. او دولتی ملی، نیرومند و برخوردار از منابع مالی کافی پایه‌گذاری کرد، و در کشاکش میان توماس جفرسون و الکساندر همیلتون که در کابینه‌اش پدید آمد، بی‌طرف باقی ماند. در دوران انقلاب فرانسه، سیاست بی‌طرفی را اعلام کرد و از معاهدهٔ جِی با بریتانیا حمایت نمود. واشینگتن رویه‌هایی ماندگار برای مقام ریاست‌جمهوری بنیان نهاد که از آن می‌توان به جمهوریت‌خواهی، انتقال مسالمت‌آمیز قدرت، به‌کارگیری عنوان «آقای رئیس‌جمهور»، و سنت دو دوره‌ای‌بودن ریاست‌جمهوری اشاره کرد. پیام خداحافظی او در سال ۱۷۹۶، بیانیه‌ای برجسته در دفاع از جمهوریت به‌شمار می‌رود؛ وی در آن بر اهمیت وحدت ملی و خطرات ناحیه‌گرایی، جناح‌گرایی و نفوذ بیگانگان هشدار داد. واشینگتن در ملک شخصی‌اش در مونت وِرنون به کشت تنباکو و گندم می‌پرداخت و مالک شمار زیادی برده بود. او در اواخر عمر به مخالفت با برده‌داری گرایید و در وصیت‌نامه‌اش آزادی بردگانش را مقرر کرد.
تصویر واشینگتن به‌صورت نمادی فرهنگی در جامعهٔ آمریکا درآمده و یادمان‌های بی‌شماری به افتخار او ساخته شده‌اند؛ از جمله پایتخت ملی و ایالت واشینگتن که نام خود را از وی گرفته‌اند. در نظرسنجی‌های عمومی و پژوهش‌های دانشگاهی، واشینگتن همواره در شمار بزرگ‌ترین رؤسای‌جمهور تاریخ ایالات متحدهٔ آمریکا قرار دارد.

## کودکی و جوانی
خانواده واشینگتن یک خانواده ثروتمند در ویرجینیا بود. پدربزرگ بزرگ واشینگتن، جان واشینگتن، در سال ۱۶۵۶ از سولگراوی، انگلیس، به مستعمره انگلیس در ویرجینیا مهاجرت کرد و در آنجا ۵۰۰۰ هکتار زمین از جمله رودخانه شکارچی کوچک در رودخانه پوتوماک خریداری کرد. جورج واشینگتن در ۲۲ فوریه ۱۷۳۲ (۱۱ فوریه ۱۷۳۱، به سبک قدیمی) در پاپ کریک در وست مورلند، ویرجینیا، به دنیا آمد؛ اخلاق، رفتار و دانشی را که یک نجیب‌زاده سده هجدهمی در ویرجینیا باید می‌داشت در خانواده و نزد پدر و برادر بزرگترش آموخت.
جرج واشینگتن به دو رشته علاقه‌مند بود: هنرهای نظامی و توسعه سرزمین‌های غرب.
او در ۱۶ سالگی در کار مساحی املاک شناندوآ که به لرد تامس فیرفکس تعلق داشت کمک می‌کرد.
در سال ۱۷۵۱ واشینگتن تنها سفر خود را به خارج از کشور هنگام همراهی با لارنس به باربادوس انجام داد، با این امید که آب و هوا بیماری سل برادرش (لارنس) را درمان کند.
واشینگتن تحصیلات رسمی را که برادران بزرگترش در مدرسه گرامر Appleby Grammar در انگلستان دیده بودند نداشتند، اما او ریاضیات، مثلثات و نقشه‌برداری زمین را آموخت. او یک طراح و نقشه ساز با استعداد بود. در اوایل بزرگسالی او با «نیروی قابل توجه» و «دقیق» می‌نوشت ، اما، نوشتن او شوخ‌طبعی کمی داشت. به دنبال تحسین، مقام و قدرت، او تمایل داشت که نقص‌ها و ناکامی‌های خود را به بی تأثیر بودن شخص دیگری نسبت دهد.
واشینگتن غالباً از کوه ورنون و بلوور، مزارعی که متعلق به پدر زن لورنس، ویلیام فیرفکس بود، بازدید می‌کرد. فیرفکس حامی واشینگتن و پدر جایگزین وی شد و واشینگتن یک ماه در سال ۱۷۴۸ با تیمی در حال بررسی املاک دره شنندوآ در فیرفکس بود. وی سال بعد مجوز نقشه‌بردار را از کالج ویلیام و مری دریافت کرد؛ فیرفکس وی را به عنوان نقشه‌بردار در شهرستان کالپپر، ویرجینیا منصوب کرد و بنابراین او با منطقه مرزی آشنا شد و در سال ۱۷۵۰ از کار استعفا داد. تا سال ۱۷۵۲ تقریباً ۱۵۰۰ هکتار (۶۰۰ هکتار) در دره خریداری و ۲۳۱۵ هکتار (۹۳۷ هکتار) مالک آن بود.
در سال ۱۷۵۱ واشینگتن تنها سفر خود را به خارج از کشور هنگام همراهی لارنس به باربادوس انجام داد، امیدوار بود که آب و هوا بیماری سل برادرش را درمان کند. واشینگتن در آن سفر به آبله مبتلا شد، که وی را ایمن‌سازی کرد اما صورت او را کمی زخم کرد. لارنس در سال ۱۷۵۲ درگذشت و واشینگتن کوه ورنون را از بیوه خود اجاره کرد. او پس از مرگ او در سال ۱۷۶۱ به‌طور کامل آن را به ارث برد.
خدمات لارنس واشینگتن به عنوان جانشین ژنرال شبه نظامیان ویرجینیا جورج را به درخواست کمیسیون الهام داد. رابرت دینویدی فرماندار ستارگان ویرجینیا وی را به عنوان سرگرد و به عنوان فرمانده یکی از چهار منطقه شبه نظامی منصوب کرد. در آن زمان انگلیسی‌ها و فرانسوی‌ها برای کنترل دره اوهایو رقابت می‌کردند، انگلیس‌ها قلعه‌هایی در امتداد رود اوهایو و فرانسه نیز بین رودخانه و دریاچه اری احداث می‌کردند.
در اکتبر ۱۷۵۳، دینویدی واشینگتن را به عنوان فرستاده ویژه ای تقاضا کرد که فرانسوی‌ها قلمرو خالی را که انگلیسی‌ها ادعا کرده بودند، تخلیه کند. واشینگتن برای تأمین قول حمایت از فرانسوی‌ها با نیمی از پادشاه تاناخاریسون و دیگر سران ایروکوای در لوگستاون ملاقات کرد و حزب او در ماه نوامبر به رود اوهایو رسید. آنها توسط یک گشت فرانسوی رهگیری شدند و تا قلعه لو بوف که در آنجا دوستانه واشینگتن پذیرفته شد، همراه شدند. او خواست انگلیسی‌ها برای خالی شدن را به فرمانده فرانسوی سن پیر تحویل داد، اما فرانسوی‌ها از رفتن خودداری کردند. سنت پیر پس از چند روز تأخیر پاسخ رسمی خود را در پاکت مهر و موم شده به واشینگتن داد و وی برای سفر به ویرجینیا به مهمانی واشینگتن غذا و لباس اضافی زمستانی داد. واشینگتن در ۷۷ روز و در شرایط دشوار زمستان، مأموریت ناخوشایند را به پایان رساند و هنگامی که گزارش خود را در ویرجینیا و لندن منتشر کرد، به یک تمایز رسید.

## نظامی‌گری
واشینگتن زمانیکه ۲۲ سال داشت به عنوان سرهنگ دوم وارد خدمت نظام شد. جرج جوان در زد و خوردهای اولیه‌ای جنگید که بعداً منجر به جنگ هفت‌ساله با سرخپوستان و فرانسوی‌ها شد.
از سال ۱۷۵۹ تا زمانیکه جنگ استقلال آمریکا درگرفت، جرج واشینگتن به املاکش در مانت ورنون رسیدگی می‌کرد و همچنین در شورای قانونگذاری ویرجینیا عضویت داشت.
جرج واشینگتن با بیوه ثروتمندی به نام مارتا داندریج کوستیس، از اهالی ویرجینیا ازدواج کرد. پس از این ازدواج بر میزان املاک و همچنین موقعیت اجتماعی جرج واشینگتن افزوده و تبدیل به ثروتمندترین مرد ویرجینیا یا شاید تمام مستعمره نشین‌ها شد.
جرج واشینگتن نیز مانند پدران ملاکش احساس می‌کرد که تحت استثمار بازرگانان بریتانیایی قرار دارد و قوانین بریتانیا در جریان امور اخلال ایجاد می‌کند.
ماه مه سال ۱۷۷۵ دومین کنگره قاره‌ای در فیلادلفیا تشکیل شد، در این جلسه جرج واشینگتن که یکی از اعضای هیئت نمایندگی ویرجینیا بود به عنوان فرمانده ارتش استقلال طلبان آمریکا برگزیده شد.
جرج واشینگتن در ژوئیه سال ۱۷۷۵ و در کمبریج ماساچوست فرماندهی ارتشی آموزش ندیده را در جنگی طاقت فرسا برعهده گرفت که ۶ سال طول کشید.
جرج واشینگتن خیلی زود دریافت که بهترین استراتژی به ستوه درآوردن بریتانیایی هاست. او در گزارشی خطاب به کنگره گفت: «در هر شرایطی از یک عملیات عمده نظامی باید اجتناب کنیم، نباید به هیچ عنوان ریسک کنیم مگر آنکه ضرورتی پیش آید». در نبردهای بعدی واشینگتن اندکی عقب‌نشینی می‌کرد و بعد زمانی که انتظارش نمی‌رفت ناگهان حمله می‌کرد.
در سال ۱۷۸۱ واشینگتن با کمک نیروهای فرانسوی، نیروهای ژنرال کورنوالیس را در یورک تاون محاصره کرد.

## کنوانسیون قانون اساسی
جرج واشینگتن دوست داشت به مزرعه‌اش در مانت ورنون بازگردد و بازنشسته شود اما خیلی زود دریافت که مفاد قانونی کنفدراسیون چندان کارآمد نیست و از همین رو یکی از کسانی بود که اولین گام‌ها را برای تشکیل کنوانسیون قانون اساسی برداشت. این جلسه در سال ۱۷۸۷ در فیلادلفیا برگزارشد.
زمانی که قانون اساسی جدید آمریکا تصویب شد، کالج انتخاباتی (الکتورال کالج) در رای‌گیری غیر علنی جرج واشینگتن را به عنوان نخستین رئیس‌جمهوری ایالات متحده آمریکا برگزید. در آن زمان جمعیت ایالات متحده آمریکا سه میلیون و ۹۲۹ هزار و ۲۱۴ نفر بود.
سی ام آوریل سال ۱۷۸۹، جرج واشینگتن، درحالی‌که بر بالکنی عمارت فدرال هال در خیابان وال استریت نیویورک ایستاده بود به عنوان نخستین رئیس‌جمهوری ایالات متحده آمریکا سوگند یاد کرد.

## ریاست جمهوری

### مدیریت

#### کابینه

پرتره حکاکی شده واشنگتن به عنوان رئیس جمهور در BEP

قانون اساسی جدید به رئیس جمهور اختیار داد تا با رضایت سنا، روسای وزارتخانه‌های اجرایی را منصوب کند. سه وزارتخانه تحت اساسنامه کنفدراسیون وجود داشتند: وزارت جنگ، وزارت امور خارجه و دفتر دارایی. وزارت جنگ در ۷ اوت حفظ شد، در حالی که دفتر دارایی در ۲ سپتامبر به وزارت خزانه‌داری تغییر نام داد. کنگره همچنین ایجاد یک وزارت کشور برای نظارت بر امور بومیان آمریکا، حفظ اسناد دولتی و سایر امور را در نظر گرفت، اما وظایف این وزارتخانه پیشنهادی در وزارت امور خارجه ادغام شد. در سپتامبر ۱۷۸۹، کنگره سمت‌های دادستان کل را به عنوان مشاور ارشد حقوقی رئیس جمهور و رئیس کل پست را به عنوان رئیس خدمات پستی تعیین کرد. در ابتدا، واشنگتن به صورت جداگانه با رهبران وزارتخانه‌های اجرایی و دادستان کل ملاقات می‌کرد، اما او از سال ۱۷۹۱ شروع به برگزاری جلسات مشترک کرد و اولین جلسه در ۲۶ نوامبر برگزار شد. چهار سمت وزیر جنگ، وزیر امور خارجه، وزیر خزانه‌داری و دادستان کل در مجموع به عنوان کابینه شناخته شدند و واشنگتن در طول دوره دوم ریاست جمهوری خود جلسات منظم کابینه را برگزار کرد.
ادموند رندولف اولین دادستان کل شد، در حالی که هنری ناکس سمت خود را به عنوان رئیس وزارت جنگ حفظ کرد. واشنگتن در ابتدا سمت وزیر امور خارجه را به جان جی، که از سال ۱۷۸۴ به عنوان وزیر امور خارجه خدمت کرده بود و به عنوان وزیر موقت امور خارجه فعالیت می‌کرد، پیشنهاد داد. پس از آنکه جی ترجیح خود را برای انتصاب قضایی ابراز کرد، واشنگتن توماس جفرسون را به عنوان اولین وزیر امور خارجه دائمی انتخاب کرد. واشنگتن برای پست کلیدی وزیر خزانه‌داری، که بر سیاست‌های اقتصادی نظارت می‌کرد، الکساندر همیلتون را انتخاب کرد، پس از آنکه اولین انتخاب او، رابرت موریس، این سمت را رد کرد. موریس به جای او همیلتون را پیشنهاد داده بود و نوشته بود: «اما، ژنرال عزیز من، شما با رد وزارت خزانه‌داری ضرر نخواهید کرد، زیرا می‌توانم فردی بسیار باهوش‌تر از خودم را برای وزیر دارایی شما، یعنی سرهنگ همیلتون، توصیه کنم.» کابینه اولیه واشنگتن شامل یک نفر از نیوانگلند (ناکس)، یک نفر از میانه اقیانوس اطلس (همیلتون) و دو نفر از جنوب (جفرسون و راندولف) بود.
واشنگتن خود را متخصص امور خارجه و وزارت جنگ می‌دانست و به همین دلیل، به گفته فارست مک‌دونالد، «او در عمل وزیر امور خارجه و وزیر جنگ خودش بود.» جفرسون در پایان سال ۱۷۹۳ کابینه را ترک کرد و رندولف جایگزین او شد، در حالی که ویلیام بردفورد به عنوان دادستان کل منصوب شد. رندولف نیز مانند جفرسون، در امور خارجه به نفع فرانسوی‌ها بود، اما نفوذ بسیار کمی در کابینه داشت. ناکس، همیلتون و رندولف همگی در دوره دوم ریاست جمهوری واشنگتن کابینه را ترک کردند. رندولف در جریان بحث بر سر پیمان جی مجبور به استعفا شد. تیموتی پیکرینگ به عنوان وزیر جنگ جانشین ناکس شد، در حالی که الیور ولکات جونیور وزیر خزانه‌داری شد و چارلز لی سمت دادستان کل را به دست گرفت. در سال ۱۷۹۵، پیکرینگ وزیر امور خارجه شد و جیمز مک‌هنری جایگزین پیکرینگ به عنوان وزیر جنگ شد.
همیلتون و جفرسون بیشترین تأثیر را بر مذاکرات کابینه در طول دوره اول ریاست جمهوری واشنگتن داشتند. اختلافات عمیق فلسفی آنها از همان ابتدا آنها را در مقابل یکدیگر قرار داد و آنها اغلب بر سر مسائل اقتصادی و سیاست خارجی با هم مشاجره می‌کردند. با رفتن جفرسون، همیلتون بر کابینه تسلط یافت و حتی پس از ترک کابینه در دوره دوم ریاست جمهوری واشنگتن برای وکالت در شهر نیویورک، همچنان در دولت بسیار تأثیرگذار بود.

#### معاون ریاست جمهوری

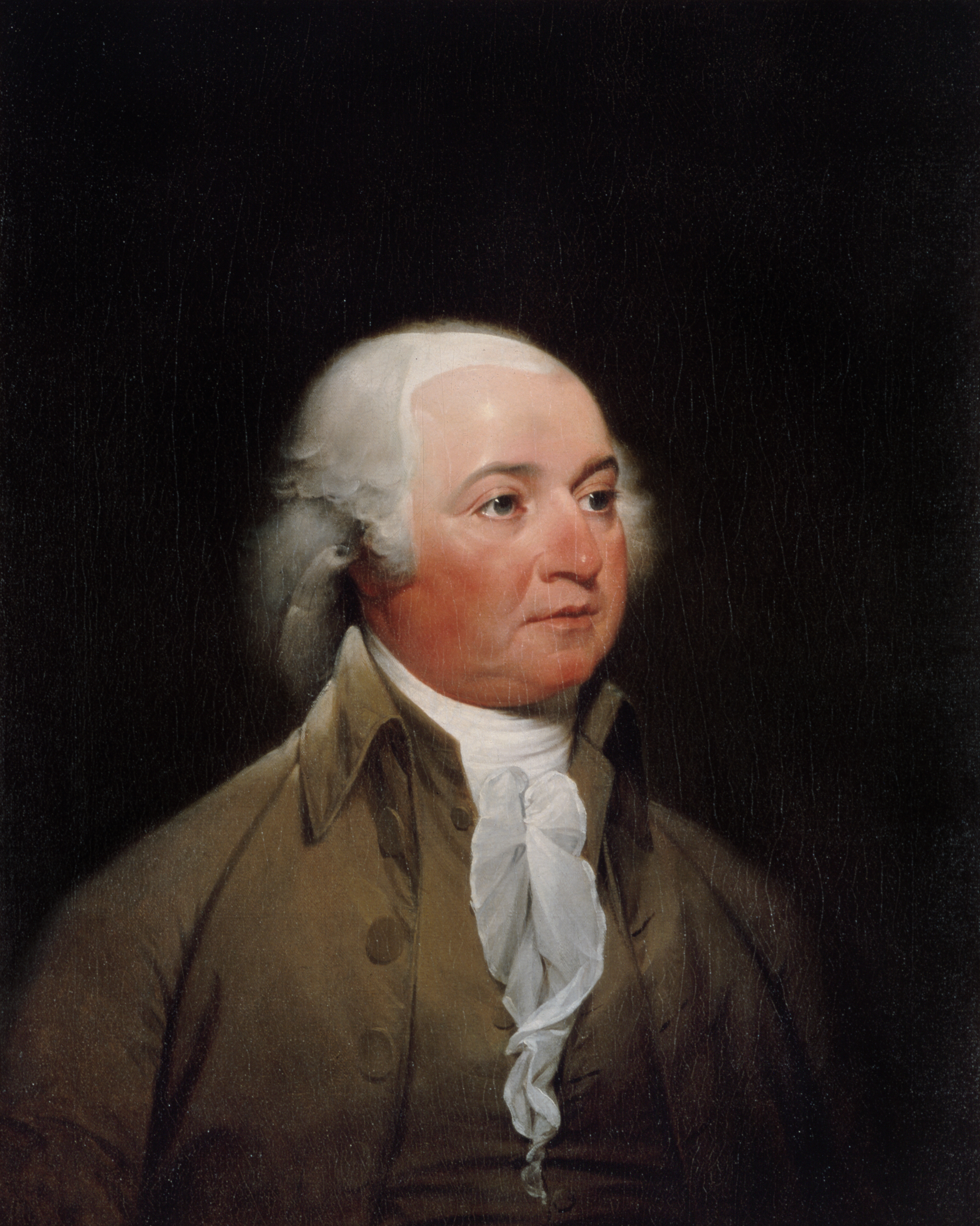
معاون رئیس جمهور جان آدامز توسط جان ترامبول

آدامز در طول دو دوره معاونت ریاست جمهوری خود، در جلسات کابینه کمی شرکت کرد و رئیس جمهور به ندرت از او مشورت می‌گرفت. با این وجود، به گفته جان ای. فرلینگ، زندگینامه‌نویس آدامز، این دو مرد «به طور مشترک بسیاری از وظایف تشریفاتی قوه مجریه را انجام دادند که برای یک رئیس جمهور و معاون رئیس جمهور معاصر بعید به نظر می‌رسد.» در سنا، آدامز نقش فعال‌تری ایفا کرد، به ویژه در دوره اول ریاست جمهوری‌اش. او اغلب در مباحث سنا شرکت می‌کرد. حداقل در یک مورد، آدامز سناتورها را متقاعد کرد که به قوانینی که با آنها مخالف بود رأی ندهند و مرتباً در مورد مسائل رویه‌ای و سیاسی برای این نهاد سخنرانی می‌کرد. او 29 رأی قاطع داد.
اولین ورود او به عرصه قانونگذاری، اندکی پس از تصدی سمت ریاست جمهوری، در جریان مباحثات سنا در مورد عناوین رئیس جمهور و مقامات اجرایی دولت جدید رخ داد. اگرچه مجلس نمایندگان در مدت کوتاهی موافقت کرد که رئیس جمهور باید صرفاً با عنوان جورج واشنگتن، رئیس جمهور ایالات متحده خطاب شود، سنا این موضوع را به تفصیل مورد بحث قرار داد. آدامز طرفدار پذیرش سبک والاحضرت (و همچنین عنوان محافظ آزادی‌های آنها [ایالات متحده]) برای رئیس جمهور بود. دیگران از نوع والاحضرت انتخاباتی یا عالیجناب کمتر طرفداری می‌کردند. ضد فدرالیست‌ها به لحن سلطنتی همه آنها اعتراض داشتند. همه به جز سه سناتور در نهایت بر سر اعلیحضرت رئیس جمهور ایالات متحده و محافظ حقوق مردم به توافق رسیدند. در نهایت، واشنگتن تسلیم اعتراضات مختلف شد و مجلس تصمیم گرفت که از عنوان "آقای رئیس جمهور" استفاده شود. با این حال، در عمل، او اغلب توسط آمریکایی‌ها و بازدیدکنندگان خارجی به عنوان "عالیجناب" خطاب می‌شد.
در حالی که آدامز انرژی و فداکاری را به صندلی ریاست آورد، متوجه شد که این وظیفه «کاملاً با شخصیت من سازگار نیست». آدامز که همیشه در مورد فراتر رفتن از محدودیت‌های قانونی معاونت ریاست جمهوری یا تجاوز به اختیارات ریاست جمهوری محتاط بود، اغلب در نهایت از آنچه که آن را «بی‌اهمیتی کامل» موقعیت خود می‌دانست، ابراز تاسف می‌کرد. او به همسرش ابیگیل نوشت: «کشور من با خرد خود، بی‌اهمیت‌ترین مقامی را که تاکنون اختراع بشر... یا تخیل او ابداع کرده یا تصور کرده است، برای من در نظر گرفته است؛ و از آنجایی که من نمی‌توانم نه خوب انجام دهم و نه بد، باید توسط دیگران به دوش کشیده شوم و با سرنوشت مشترک روبرو شوم.»

#### اولین وتوی ریاست جمهوری
قانون اساسی به رئیس جمهور اختیار وتوی قوانین را داده بود، اما واشنگتن تمایلی به دخالت در امور قانونگذاری نداشت و او فقط دو بار از حق وتوی خود استفاده کرد. او برای اولین بار در ۵ آوریل ۱۷۹۲ از حق وتوی ریاست جمهوری خود استفاده کرد تا از تبدیل شدن یک قانون تقسیم‌بندی جلوگیری کند. این لایحه کرسی‌های مجلس را بین ایالت‌ها به گونه‌ای توزیع می‌کرد که واشنگتن آن را خلاف قانون اساسی می‌دانست. پس از تلاش اما ناموفق برای لغو وتو، کنگره به زودی قانون جدیدی به نام قانون تقسیم‌بندی ۱۷۹۲ را نوشت که واشنگتن در ۱۴ آوریل آن را امضا و به قانون تبدیل کرد.

#### حقوق
در ۲۴ سپتامبر ۱۷۸۹، کنگره رأی داد که به رئیس جمهور سالانه ۲۵۰۰۰ دلار و به معاون رئیس جمهور سالانه ۵۰۰۰ دلار حقوق پرداخت شود. حقوق واشنگتن معادل دو درصد از کل بودجه فدرال در سال ۱۷۸۹ بود.

### انتصابات قضایی

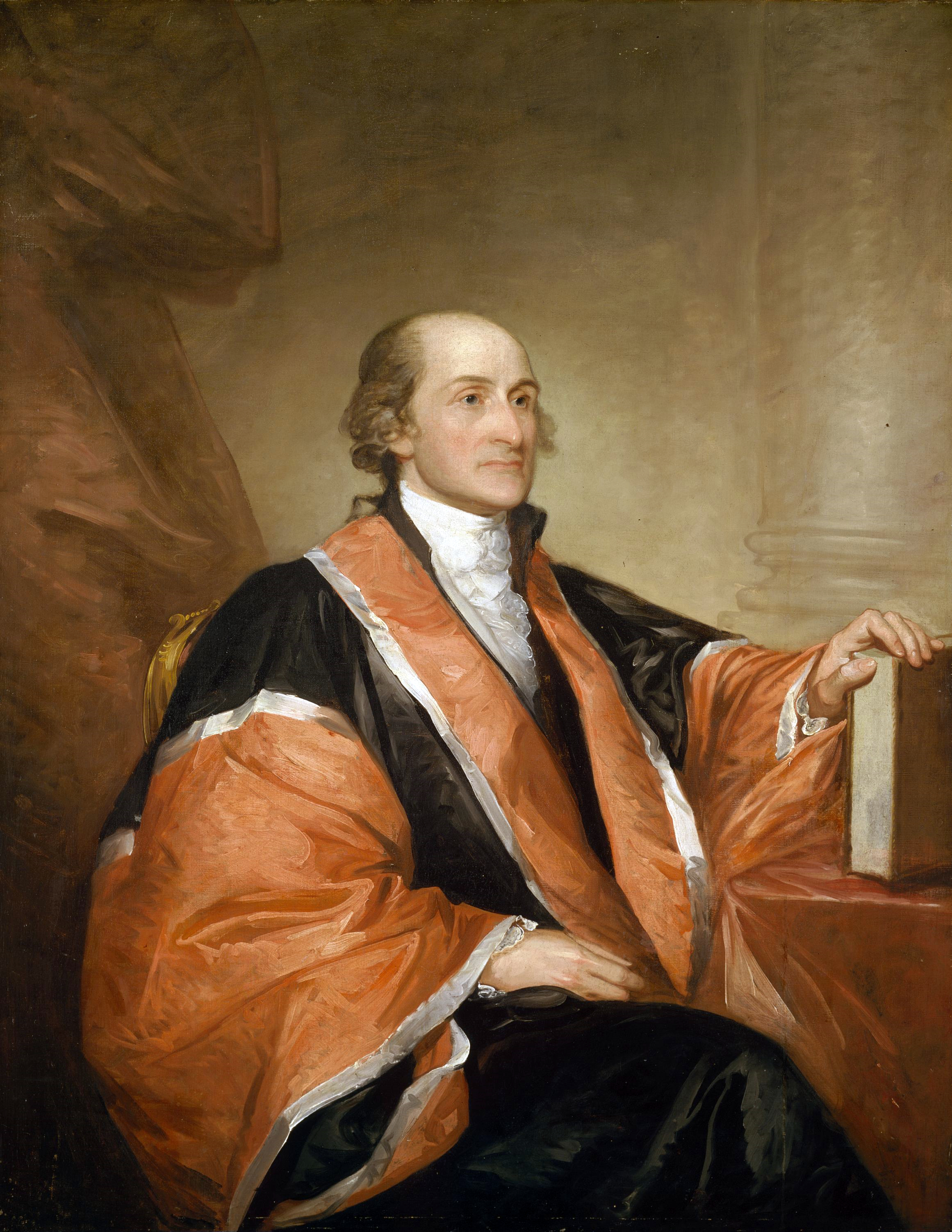
جان جی، اولین رئیس دیوان عالی ایالات متحده

ماده سوم قانون اساسی، قوه قضاییه دولت فدرال را تأسیس کرد، اما چندین مسئله را به صلاحدید کنگره یا رئیس جمهور واگذار کرد. مسائل حل نشده شامل اندازه دیوان عالی، هویت اولین قضات دیوان عالی، تعداد و نحوه تأسیس دادگاه‌های فدرال زیر نظر دیوان عالی و رابطه بین دادگاه‌های ایالتی و فدرال بود. در سپتامبر ۱۷۸۹، کنگره قانون قضایی ۱۷۸۹ را که عمدتاً توسط سناتور الیور الزورت از ایالت کنتیکت نوشته شده بود، تصویب کرد. از طریق قانون قضایی، کنگره یک دیوان عالی شش نفره متشکل از یک رئیس دیوان عالی و پنج قاضی وابسته تأسیس کرد. این قانون همچنین سیزده حوزه قضایی، همراه با دادگاه‌های ناحیه‌ای و دادگاه‌های سیار برای هر حوزه ایجاد کرد.
واشنگتن به عنوان اولین رئیس جمهور، مسئول انتصاب کل دیوان عالی کشور بود. به این ترتیب، او بیش از هر رئیس جمهور دیگری در تاریخ آمریکا، جای خالی بیشتری را در دیوان پر کرد. در 24 سپتامبر 1789، واشنگتن جان جی را به عنوان اولین رئیس دیوان عالی کشور و جان رالج، ویلیام کوشینگ، جیمز ویلسون، جان بلیر جونیور و رابرت هریسون را به عنوان قضات همکار معرفی کرد. همه آنها به سرعت توسط سنا تأیید شدند، اما پس از اینکه هریسون این انتصاب را رد کرد، واشنگتن جیمز ایردل را در سال 1790 منصوب کرد. اولین دوره دیوان عالی کشور در 2 فوریه 1790 در رویال اکسچنج در شهر نیویورک آغاز شد. با توجه به اینکه هیچ پرونده‌ای در پرونده ثبت نشده بود و کار فوری کمی (چند موضوع رویه‌ای حل و فصل شد و 26 وکیل و مشاور به عضویت کانون وکلای فدرال پذیرفته شدند)، این دوره تنها هشت روز طول کشید.
با خروج قضات وابسته از دادگاه در سال‌های بعد، واشنگتن توماس جانسون، ویلیام پترسون و ساموئل چیس را منصوب کرد. جی در سال ۱۷۹۵ از سمت رئیس دیوان عالی کناره‌گیری کرد و رالج جایگزین او شد که در تعطیلات به عنوان رئیس دیوان عالی منصوب شد. رالج شش ماه خدمت کرد اما پس از رد نامزدی‌اش توسط سنا در دسامبر ۱۷۹۵ استعفا داد. رالج با انتقاد خود از پیمان جی، چندین سناتور را از خود رنجانده بود. پس از رد نامزدی رالج، واشنگتن الیور الزورت را به عنوان سومین رئیس دیوان عالی ایالات متحده منصوب کرد.

قانون قضایی همچنین ۱۳ حوزه قضایی را در ۱۱ ایالتی که در آن زمان قانون اساسی را تصویب کرده بودند، ایجاد کرد و ماساچوست و ویرجینیا هر کدام به دو حوزه تقسیم شدند. کارولینای شمالی و رود آیلند در سال ۱۷۹۰ پس از تصویب قانون اساسی، به عنوان حوزه‌های قضایی اضافه شدند، همانطور که ایالت‌های بعدی که کنگره به اتحادیه پذیرفت، نیز به این جمع اضافه شدند. این قانون همچنین دادگاه‌های استیناف و دادگاه‌های ناحیه‌ای را در این حوزه‌ها تأسیس کرد. دادگاه‌های استیناف، که متشکل از یک قاضی ناحیه و (در ابتدا) دو قاضی دیوان عالی "حوزه سواره" بودند، صلاحیت رسیدگی به جرایم جدی‌تر و پرونده‌های مدنی و صلاحیت تجدیدنظر در دادگاه‌های ناحیه‌ای را داشتند، در حالی که دادگاه‌های ناحیه‌ای تک قاضی در درجه اول صلاحیت رسیدگی به پرونده‌های دریایی، همراه با جرایم کوچک و دعاوی مربوط به ادعاهای کوچکتر را داشتند. دادگاه‌های استیناف به سه حوزه جغرافیایی گروه‌بندی شدند که قضات به صورت چرخشی به آنها منصوب می‌شدند. واشنگتن در طول دو دوره ریاست جمهوری خود، ۳۸ قاضی را به دادگاه‌های ناحیه‌ای فدرال منصوب کرد.

یک پرتره نمادین در اندازه واقعی از جرج واشینگتن است که توسط گیلبرت استوارت در سال ۱۷۹۶ کشیده شد. این پرتره رئیس‌جمهور ۶۴ ساله ایالات متحده را در آخرین سال ریاست جمهوری خود به تصویر می‌کشد. این پرتره هدیه ای به ویلیام پتی، نخست‌وزیر بریتانیا بود.
استوارت سه نسخه از این پرتره و همچنین پنج پرتره که ارتباط نزدیکی با آن داشتند، کشید. در سال ۲۰۰۱، برای جلوگیری از فروش قریب‌الوقوع پرتره اصلی توسط لرد هری دلنسی در حراج او در ساتبیز، نگارخانه ملی پرتره مؤسسه اسمیتسونین در واشینگتن دی سی آن را به مبلغ ۲۰ میلیون دلار با کمک‌های مالی بنیاد دونالد دبلیو رینولدز خریداری کرد. مالکیت این تابلو از سال ۱۷۹۶ در اختیار آمریکایی‌ها و انگلیسی‌ها بوده است.

## سیاست کاری
جرج واشینگتن از ابتدا مراقب بود تا در روابط کاری با کنگره بنای درستی گذاشته شود، او به قدرت سیاستگذاری که قانون اساسی به کنگره داده بود اعتراضی نکرد اما تصمیم‌گیری در مورد سیاست خارجی به‌طور کلی در اختیار ریاست جمهوری قرار گرفت.
زمانیکه انقلاب فرانسه منجر به جنگی بزرگ میان فرانسه و انگلستان شد، واشینگتن نه توصیه‌های توماس جفرسون وزیر امور خارجه‌اش را که طرفدار فرانسه بود پذیرفت و نه پیشنهادهای الکساندر همیلتون وزیر خزانه داری را که طرفدار بریتانیا بود. جرج واشینگتن اصرار داشت تا زمانیکه آمریکا قویتر شود باید موضع بی‌طرف داشته باشد.
زمانیکه نخستین دور ریاست جمهوری واشینگتن رو به پایان بود دو حزب سیاسی در حال شکل گرفتن بودند، او هرگز به‌طور رسمی به فدرالیست‌ها نپیوست اما از برنامه‌های آنان حمایت می‌کرد و الهام بخش آنان بود. در پایان دور دوم ریاست جمهوری اش، جرج واشینگتن خسته از سیاست خود را بازنشسته کرد و از شرکت در سومین دوره انتخابات ریاست جمهوری آمریکا خودداری کرد.
جرج واشینگتن این سیاست عرفی را که ریاست جمهوری حداکثر دو دوره می‌تواند بر سرکار باشد بنا نهاد.
او در سخنرانی خداحافظی از هموطنانش خواست تا از تعصبات افراطی حزبی و برتری جویی‌های جغرافیایی دوری جویند. جرج واشینگتن در زمینه سیاست خارجی نیز نسبت به ائتلاف‌های دراز مدت هشدار داد.

## ازدواج
در ۶ ژانویه ۱۷۵۹، واشینگتن، در ۲۶ سالگی، با مارتا داندریج کوستیس، بیوه ۲۷ ساله صاحب مزارع ثروتمند دانیل پارک کوستیس ازدواج کرد. این ازدواج در املاک مارتا انجام شد. او باهوش، بخشنده و باتجربه در مدیریت املاک یک گیاهکار بود و این زوج یک ازدواج سعادتمندانه ایجاد کردند. آنها جان پارک کوستیس (جکی) و مارتا پارک (پاتسی) کوسیس، فرزندان ازدواج قبلی او و بعداً نوه‌هایشان النور پارک کوستیس (نلی) و جورج واشینگتن پارک کوستیس (واشی) را بزرگ کردند. تصور می‌شود که درگیری ۱۷۵۱ واشینگتن با آبله، وی را عقیم کرده است، اگرچه احتمالاً «مارتا ممکن است در هنگام تولد پاتسی، فرزند آخر خود، آسیب دیده باشد و تولدهای اضافی را غیرممکن کرده باشد.»  آنها از این واقعیت که آنها هیچ فرزندی با هم نیست. آنها به کوه ورنون، نزدیک اسکندریه نقل مکان کردند، جایی که او زندگی را به عنوان یک کاشت توتون و گندم آغاز کرد و به عنوان یک شخصیت سیاسی ظاهر شد.

## مرگ
در ۱۲ دسامبر سال ۱۷۹۹، واشینگتن مزارع خود را بازرسی کرد. او دیر وقت به خانه بازگشت، اما حاضر به تغییر لباس‌های خیس خود نشد، و نمی‌خواست مهمانان خود را در انتظار نگه دارد. روز بعد او گلو درد داشت اما دوباره در یخبندان و هوای برفی بیرون رفت تا درختان را برای برش مشخص کند. در آن شب، او از احتقان قفسه سینه شکایت کرد، اما هنوز هم شاد بود. روز شنبه، او احساس درد در ناحیه گلو کرد و بنابراین خانواده وی پزشکان جیمز کریک، ریچارد براون و الیشا سی دیک را احضار کردند
دکتر براون فکر می‌کرد واشینگتن سست است. دکتر دیک فکر کرد که این بیماری «التهاب شدید گلو» است. آنها روند خونریزی را به تقریباً پنج پا ادامه دادند و اوضاع واشینگتن رو به وخامت گذاشت. واشینگتن به براون و دیک دستور داد که اتاق را ترک کنند.
مرگ واشینگتن سریعتر از آنچه پیش‌بینی می‌شد اتفاق افتاد. به گفته لر، او بین ساعت ۱۰ و ۱۱ شب در آرامش درگذشت. او در زمان مرگ ۶۷ ساله بود
کنگره بلافاصله برای روز خبر مرگ واشینگتن به تعویق افتاد و صندلی سخنگو صبح روز بعد به رنگ مشکی پوشانده شد. این تشییع جنازه چهار روز پس از مرگ وی در ۱۸ دسامبر ۱۷۹۹ در کوه ورنون برگزار شد. در این روز زنگ‌های کلیسا در شهرها زنگ زدند، و بسیاری از مکان‌های تجاری بسته شد. مردم در سراسر جهان واشینگتن را تحسین می‌کردند و از مرگ او ناراحت بودند و مراسم یادبودی در شهرهای بزرگ ایالات متحده برگزار شد. مارتا (همسر واشینگتن) به مدت یک سال یک شنل سیاه عزا پوشید
جرج واشینگتن کمتر از سه سال دوران بازنشستگی‌اش را در مزرعه شخصی در مانت ورنون گذراند و در ۱۴ دسامبر سال ۱۷۹۹ از عفونت گلو درگذشت. آمریکا ماه‌ها در مرگ جرج واشینگتن سوگوار بود. جرج واشینگتن را سمبل ایالات متحده می‌دانند و بسیاری معتقدند بدون جرج واشینگتن ایالات متحده آمریکا وجود نداشت.

## تصورات اشتباه
مردم تصور می‌کردند جرج واشینگتن دندان چوبی دارد که چنین نبود. دندان مصنوعی او از دندان های برده های او ( خدمتکاران او) ساخته شده بود.جرج واشینگتن دستور داده بود تا دندان های برده هایش را بکنند و برای او دندان مصنوعی درست کنند.

## نگارخانه

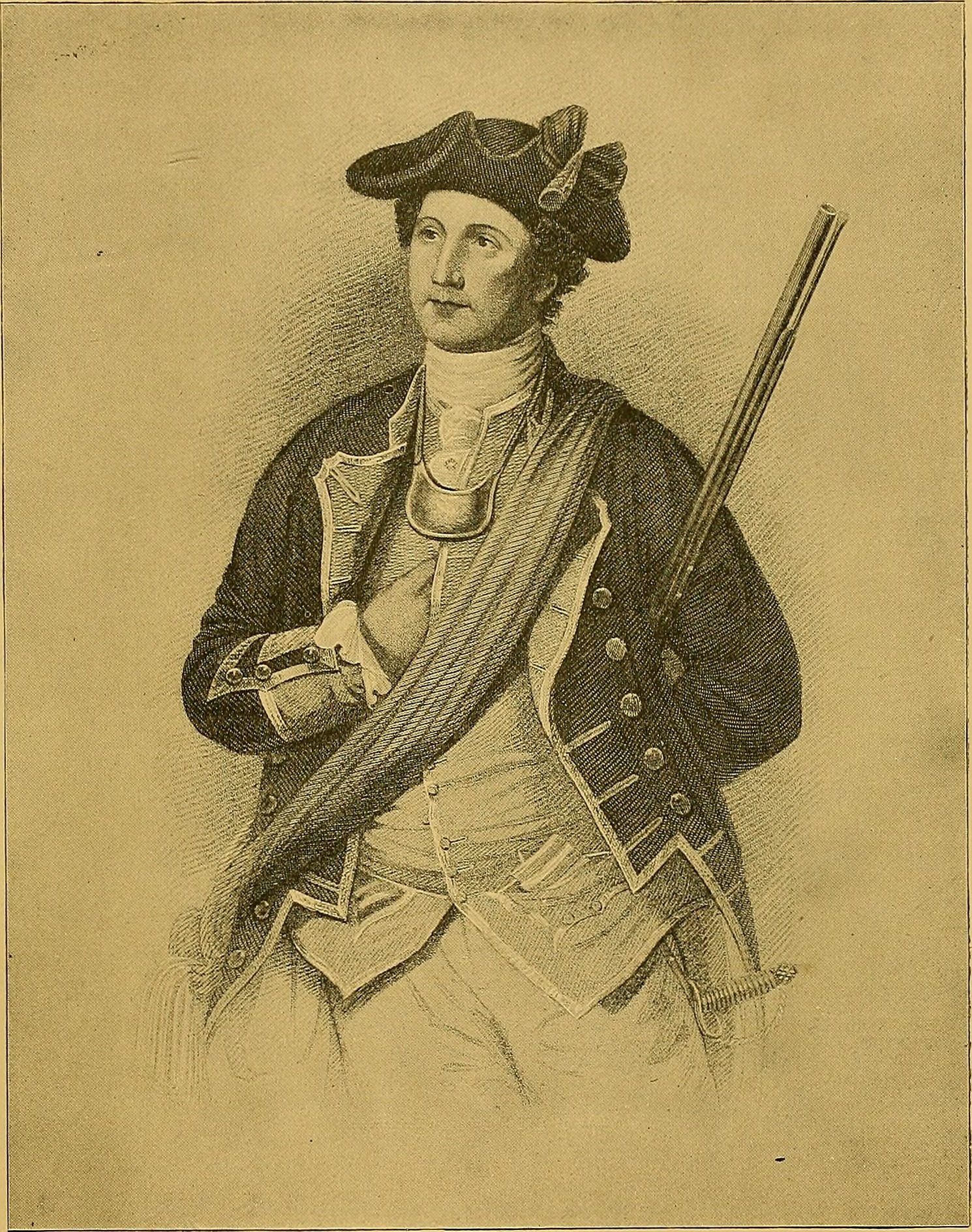
جرج واشینگتن در جوانی
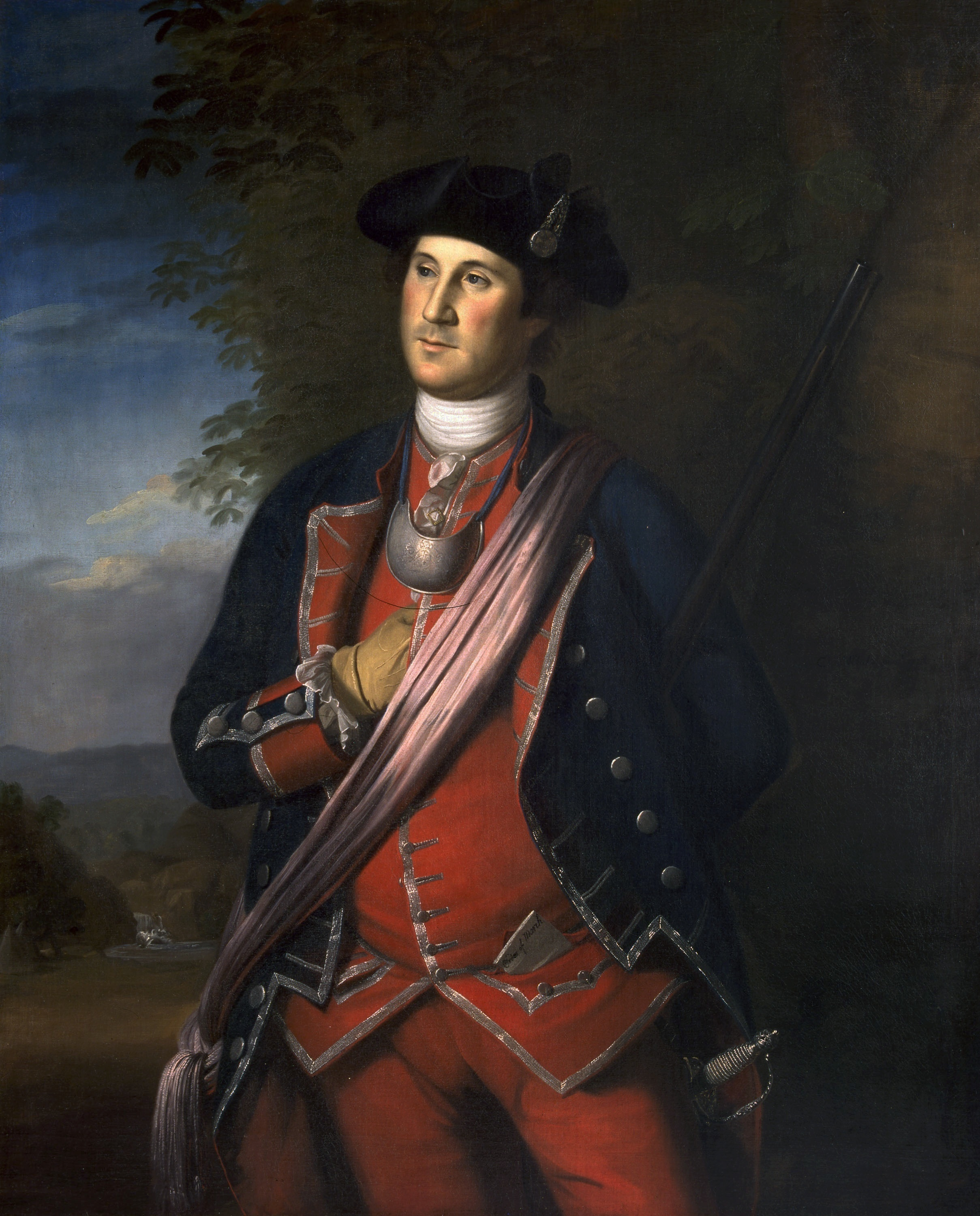
جرج واشینگتن در میانسالی
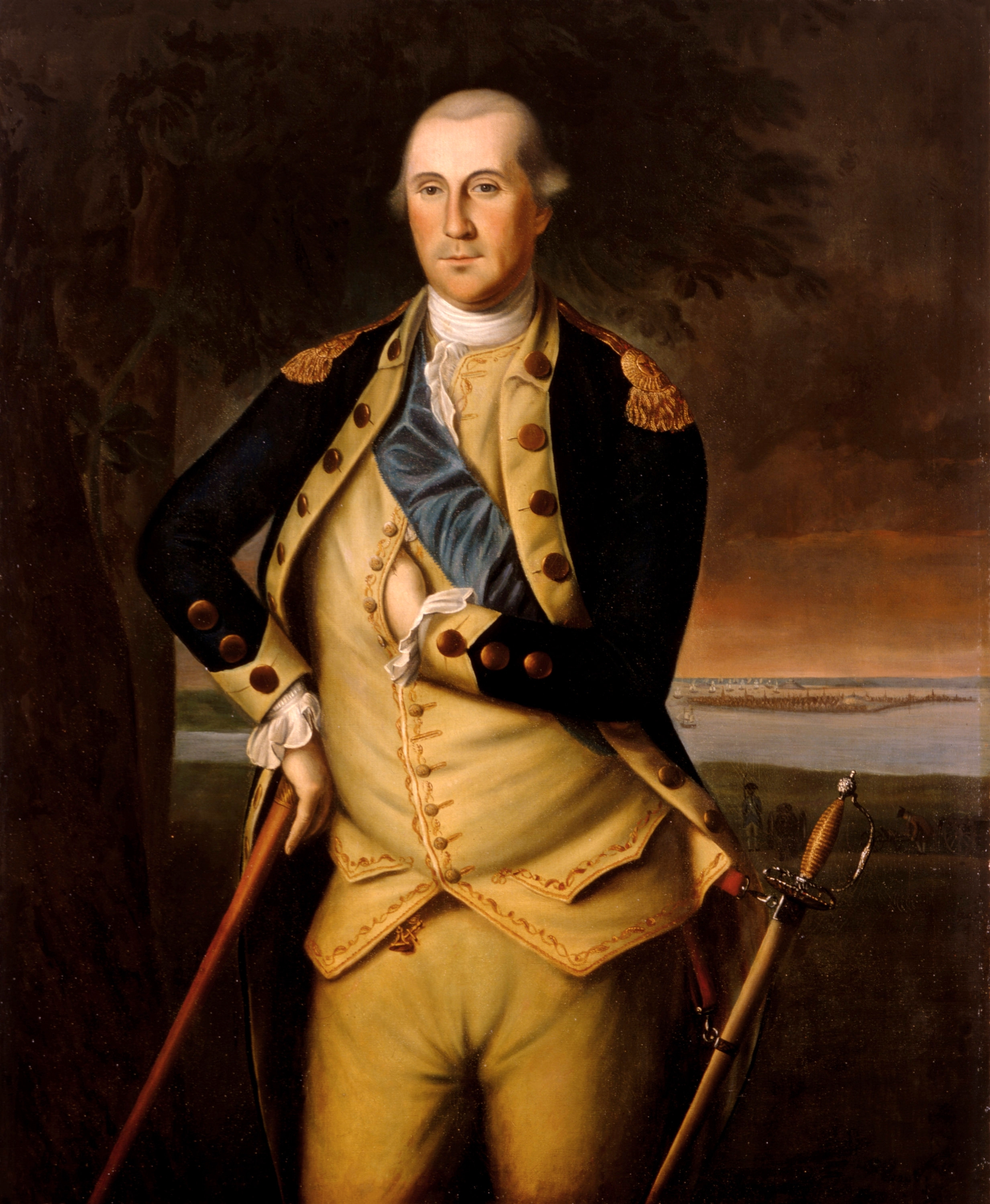
دست پنهان فراماسونری
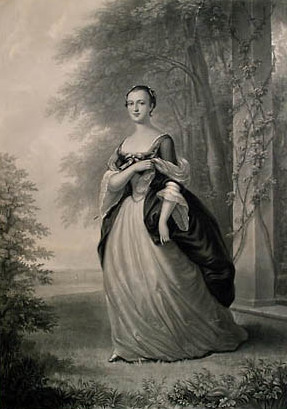
مارتا واشینگتن (همسر جورج واشینگتن)
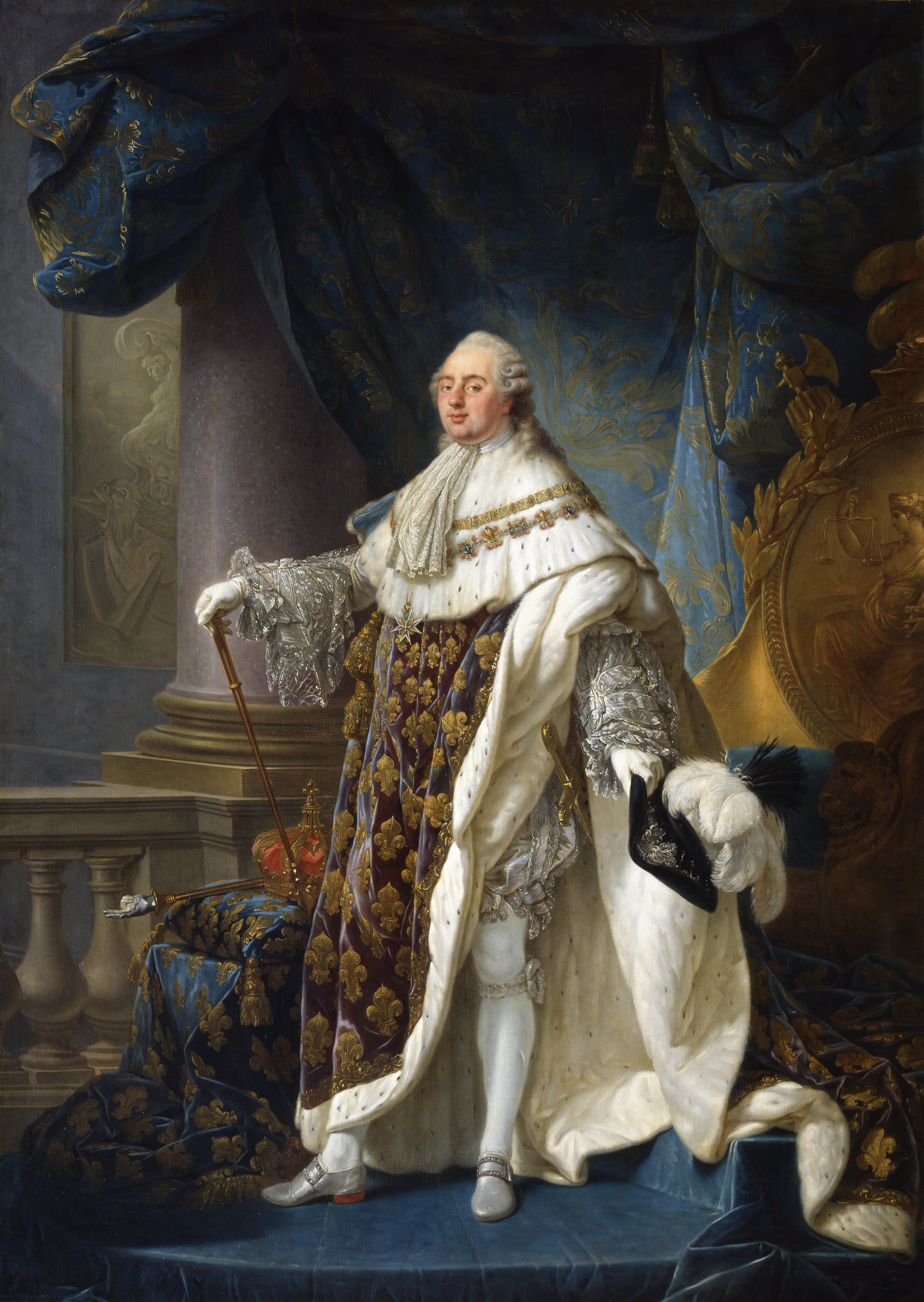
لویی شانزدهم پادشاه فرانسه که با جورج واشینگتن متحد شد
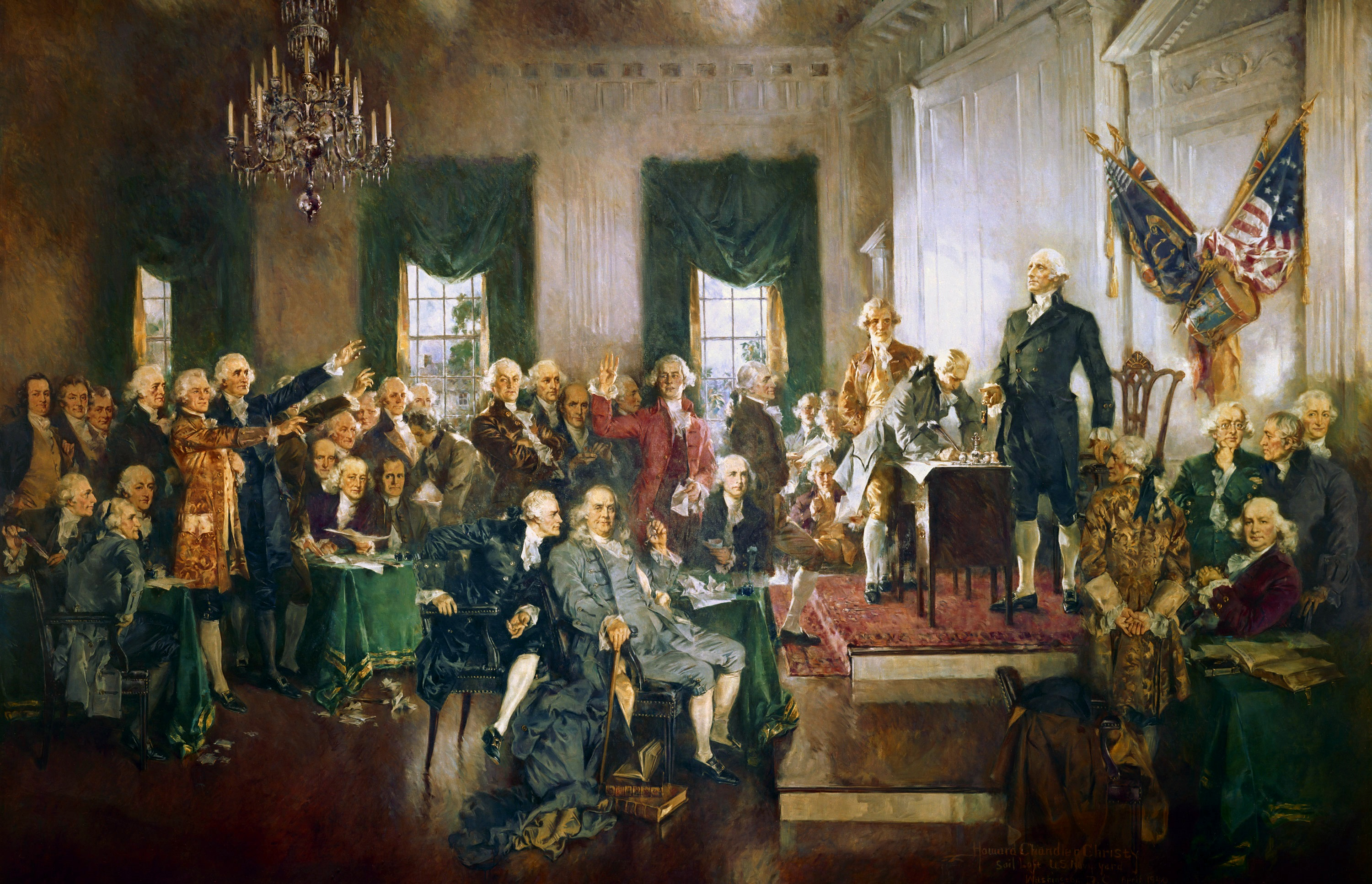
جورج واشینگتن ایستاده در سمت راست - امضای قانون اساسی آمریکا
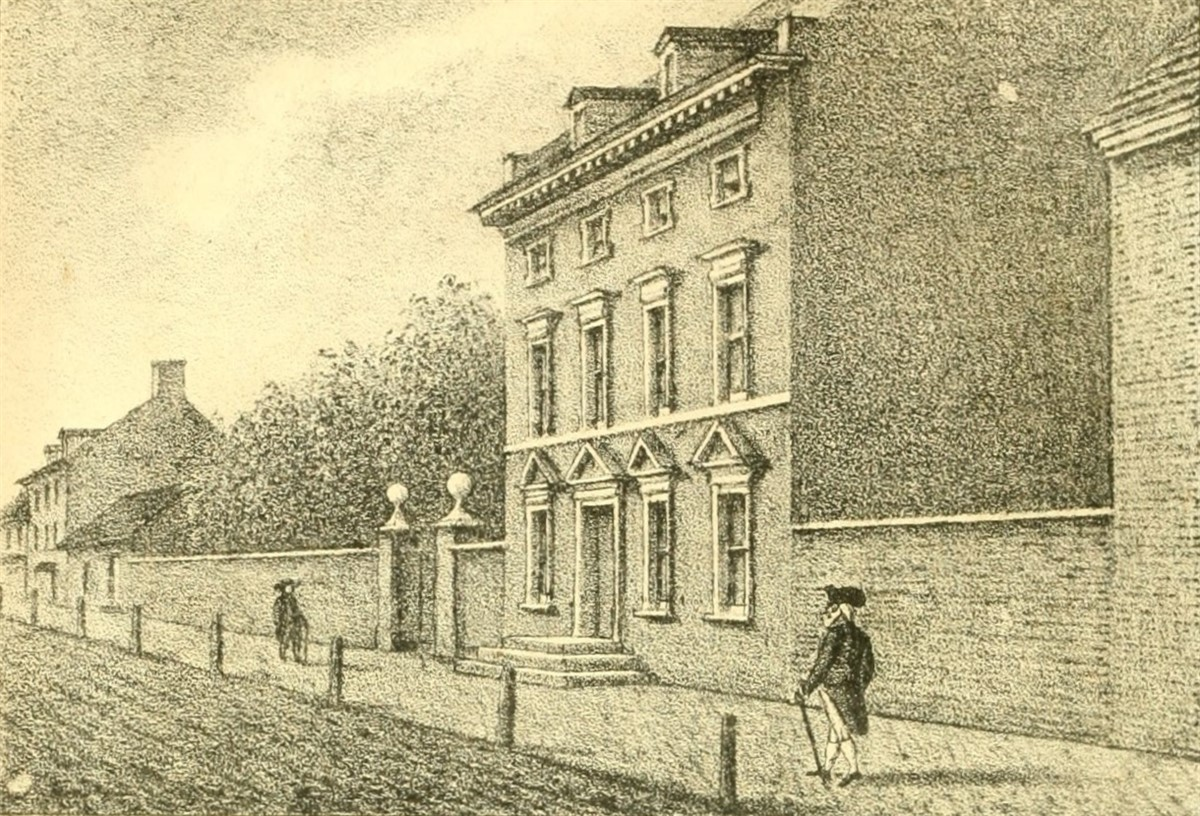
خانه جورج واشینگتن در فیلادلفیا (اولین پایتخت آمریکا)
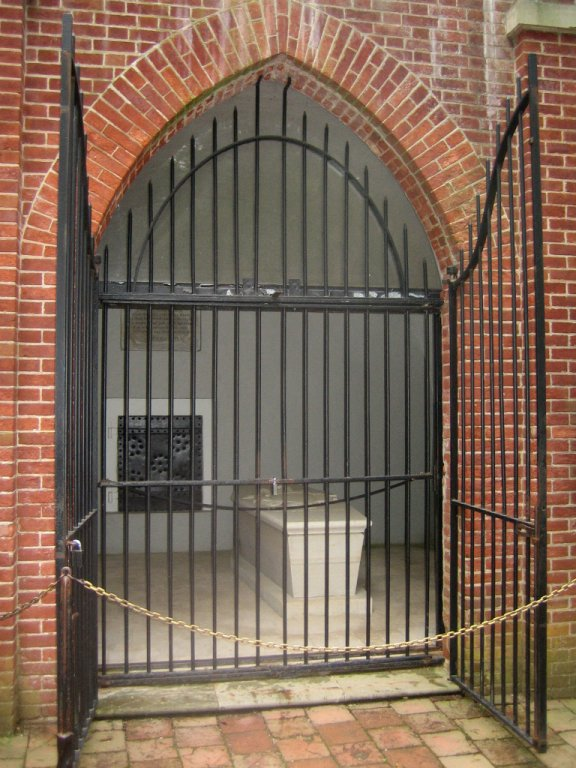
آرامگاه واشینگتن و همسرش
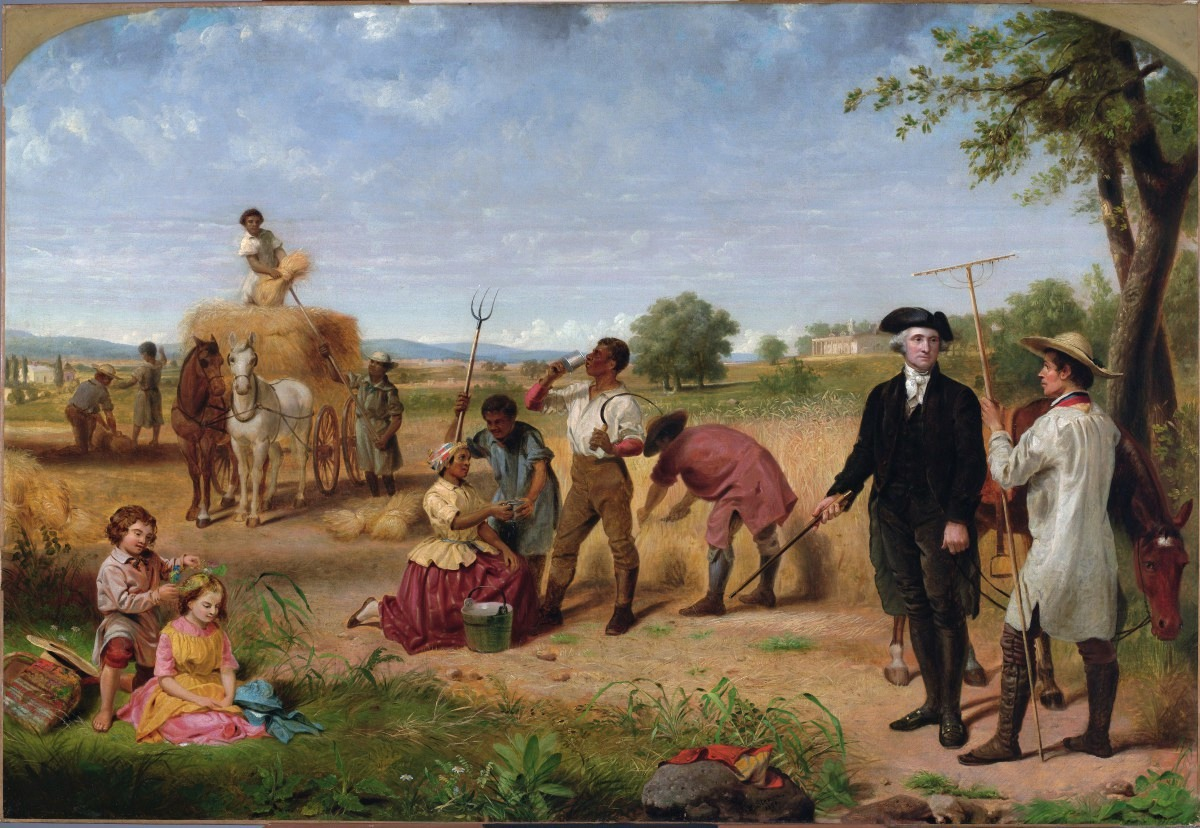
جرج واشینگتن به عنوان کشاورز در ویرجینیا
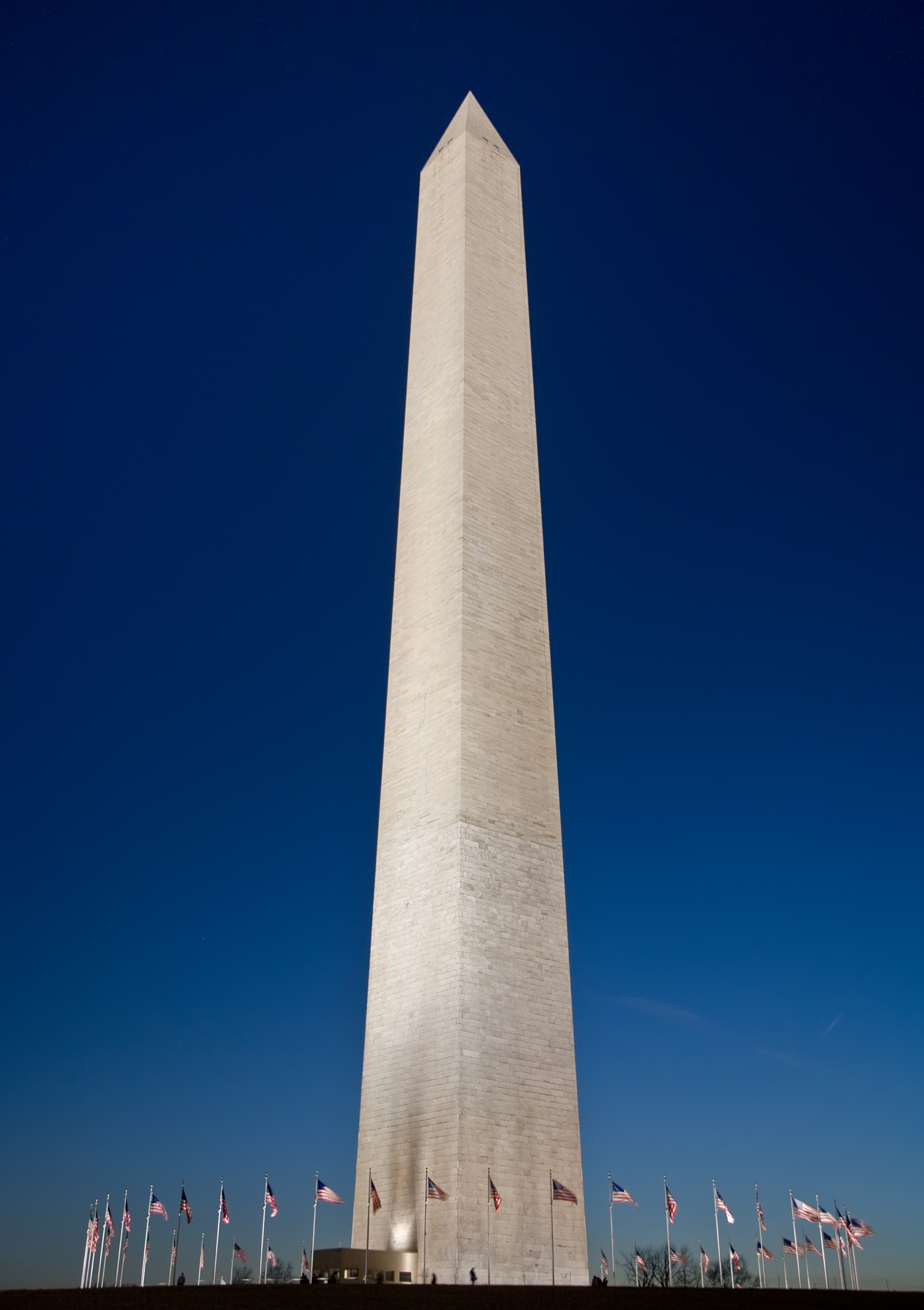
بنای یادبود واشینگتن؛ ابلیسک بنای یادبود جورج واشینگتن در واشینگتن دی سی
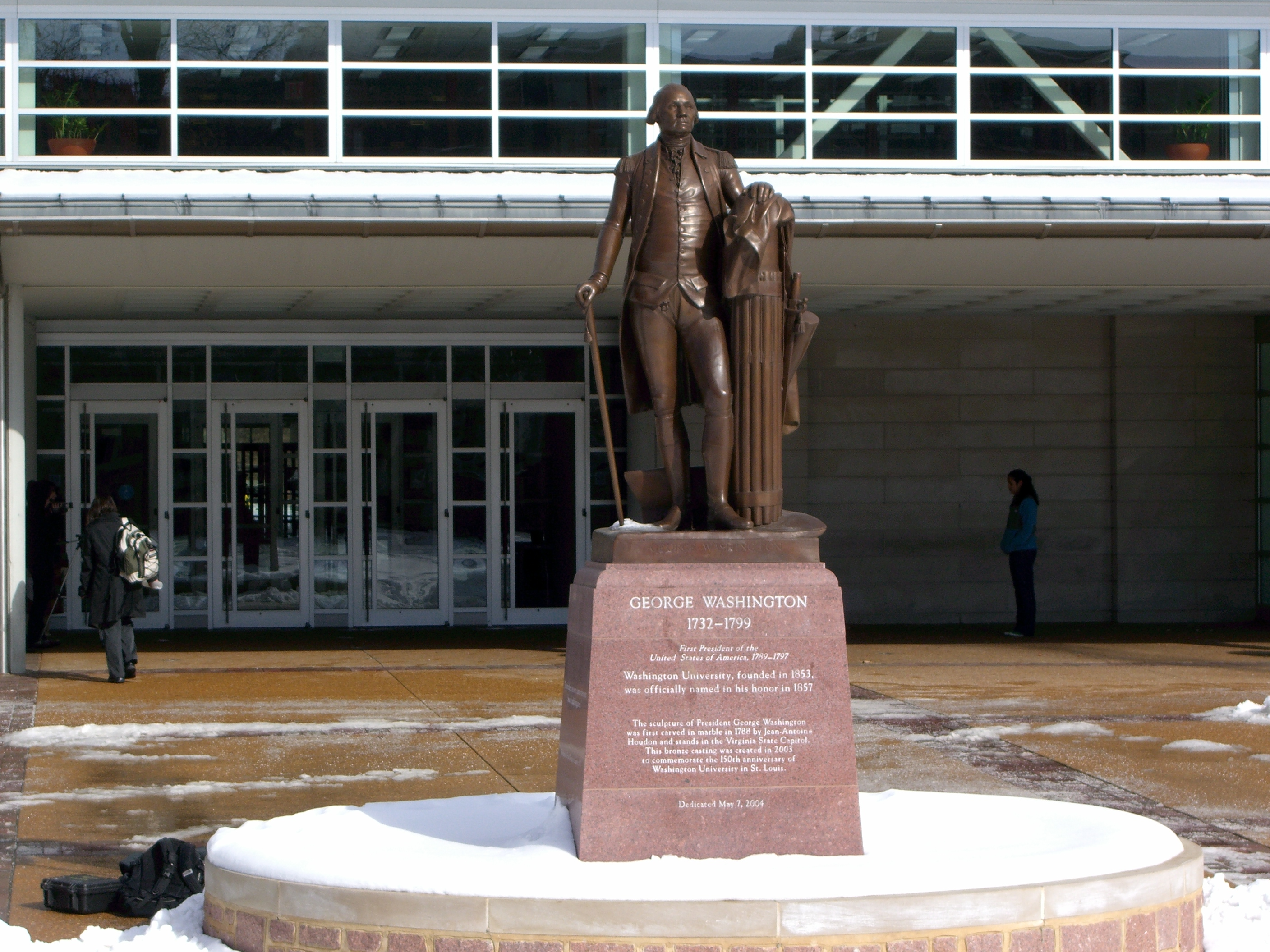
مجسمه واشینگتن در دانشگاه سنت لوییس
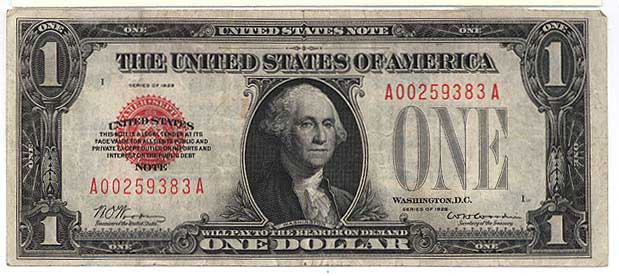
تصویر واشینگتن روی یک دلاری (۱۹۲۸)
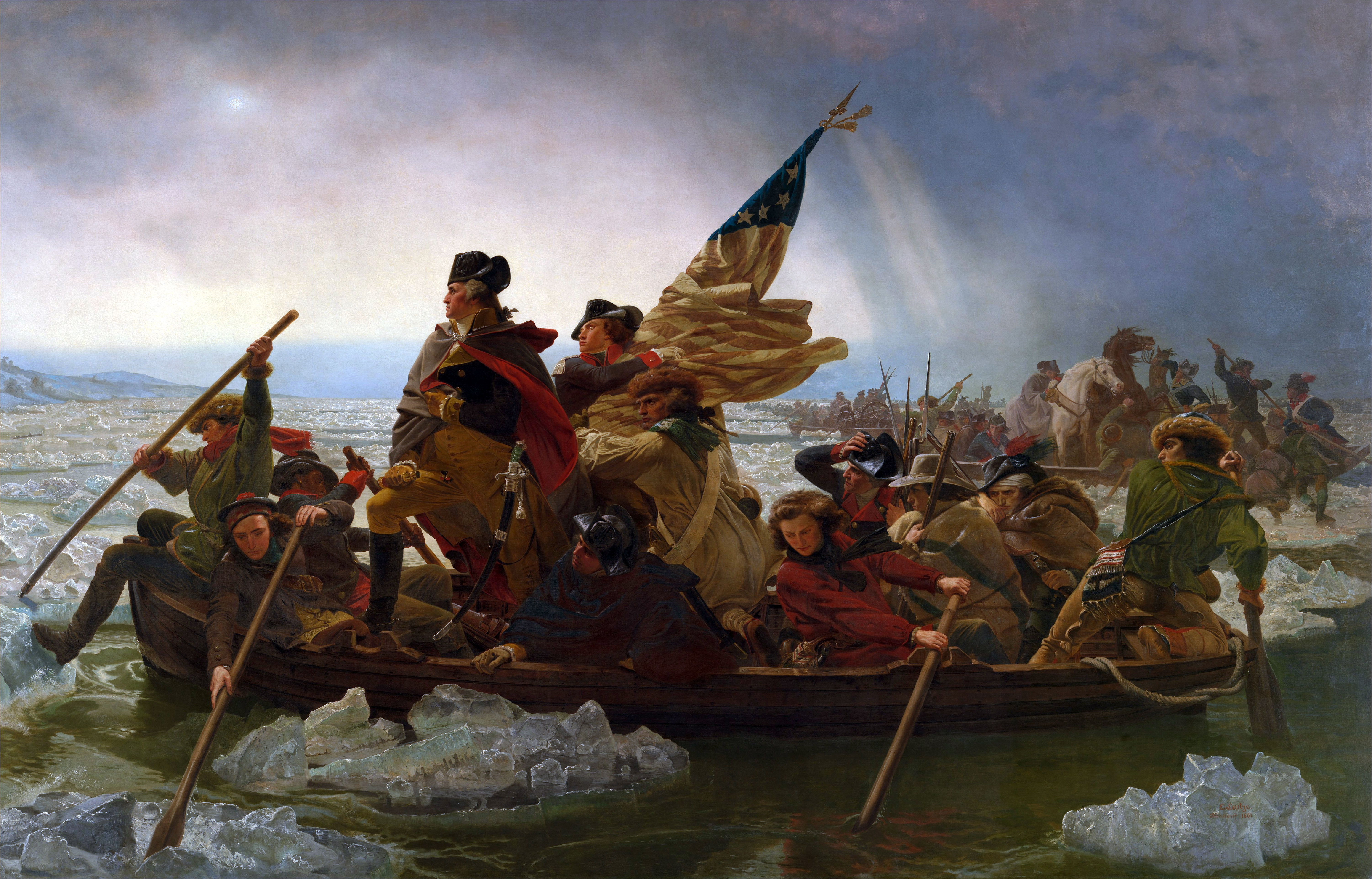
جورج واشینگتن در جنگ بریتانیا - رودخانه دلاویر
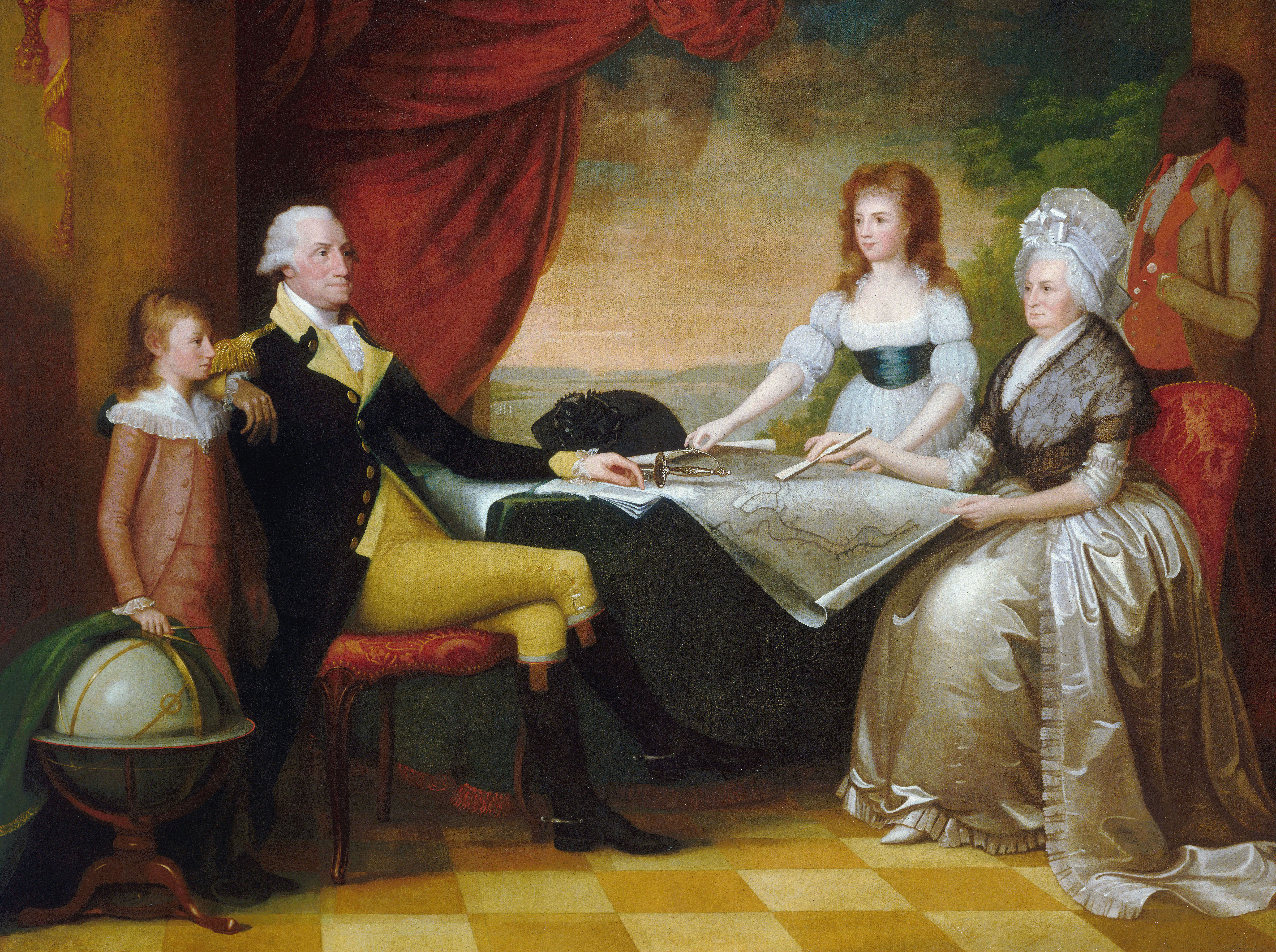
جورج واشینگتن در کنار خانواده